# Parataxe (bildende Kunst)
Die Aneinanderreihung gleichartiger Elemente wird in der Bildenden Kunst als Parataxe bezeichnet.

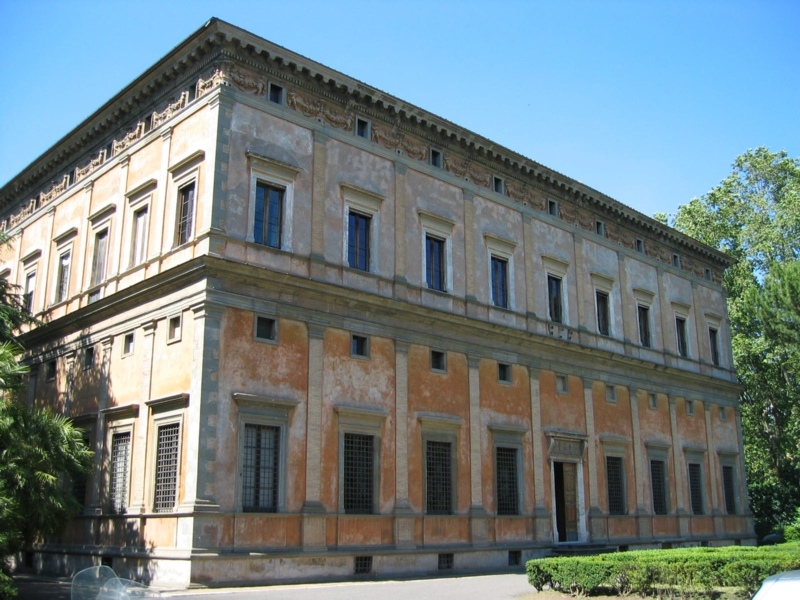
Parataktische Fensterreihung. Rom, Villa Farnesina.

## Architektur
In der Architektur werden gleiche Bauglieder, die entlang einer gemeinsamen Grundlinie gleichmäßig nebeneinander angeordnet sind, als parataktisch bezeichnet.
- Gleichheit. Die Bauglieder haben gleiche Größe und gleichen Aufbau.

Beispiel: Die Fenster und die Joche der Villa Farnesina sind zueinander deckungsgleich.
- Gleichmäßigkeit. Die Bauglieder sind gleich weit voneinander entfernt oder direkt miteinander verbunden.

Beispiele: Die Fassadenfenster der Villa Farnesina sind in gleichen Abständen voneinander angeordnet. Die Apsiden der Kirche Santo Spirito sind durch eine gemeinsame Stütze direkt miteinander verbunden.
- Gemeinsame Grundlinie.

Beispiele: Bei der Villa Farnesina bildet das Sohlbankgesims die gemeinsame Grundlinie der Fenster und das Sockelgesims die Grundlinie der Joche. Die Figuren im Tympanongewände des Straßburger Münsters sind entlang einer gebogenen Linie (Spitzbogen) angeordnet.

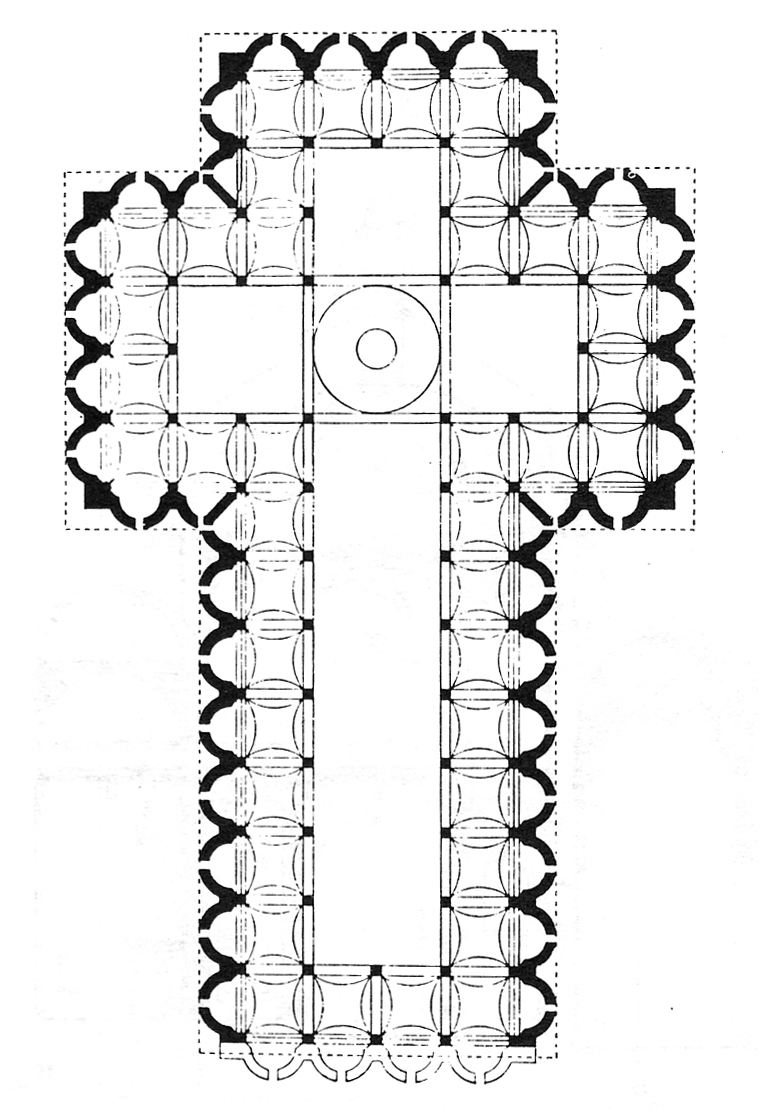
Parataktischer Apsidenkranz als Außenwandersatz (fette Linie). Filippo Brunelleschi: Grundriss der Kirche Santo Spirito in Florenz.
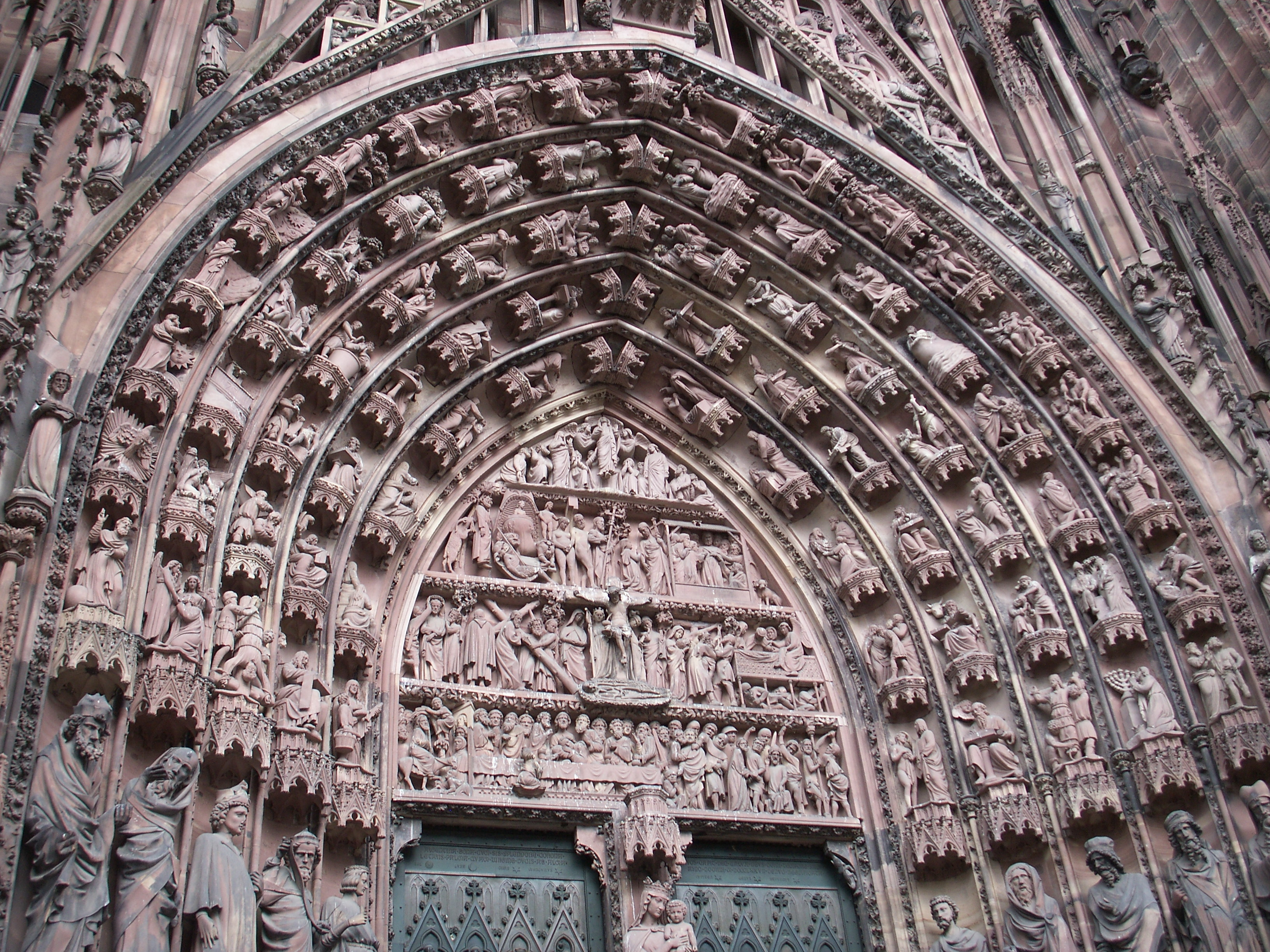
Parataktisch angeordnete Figuren im Gewände des Tympanons. Straßburger Münster, Hauptportal.
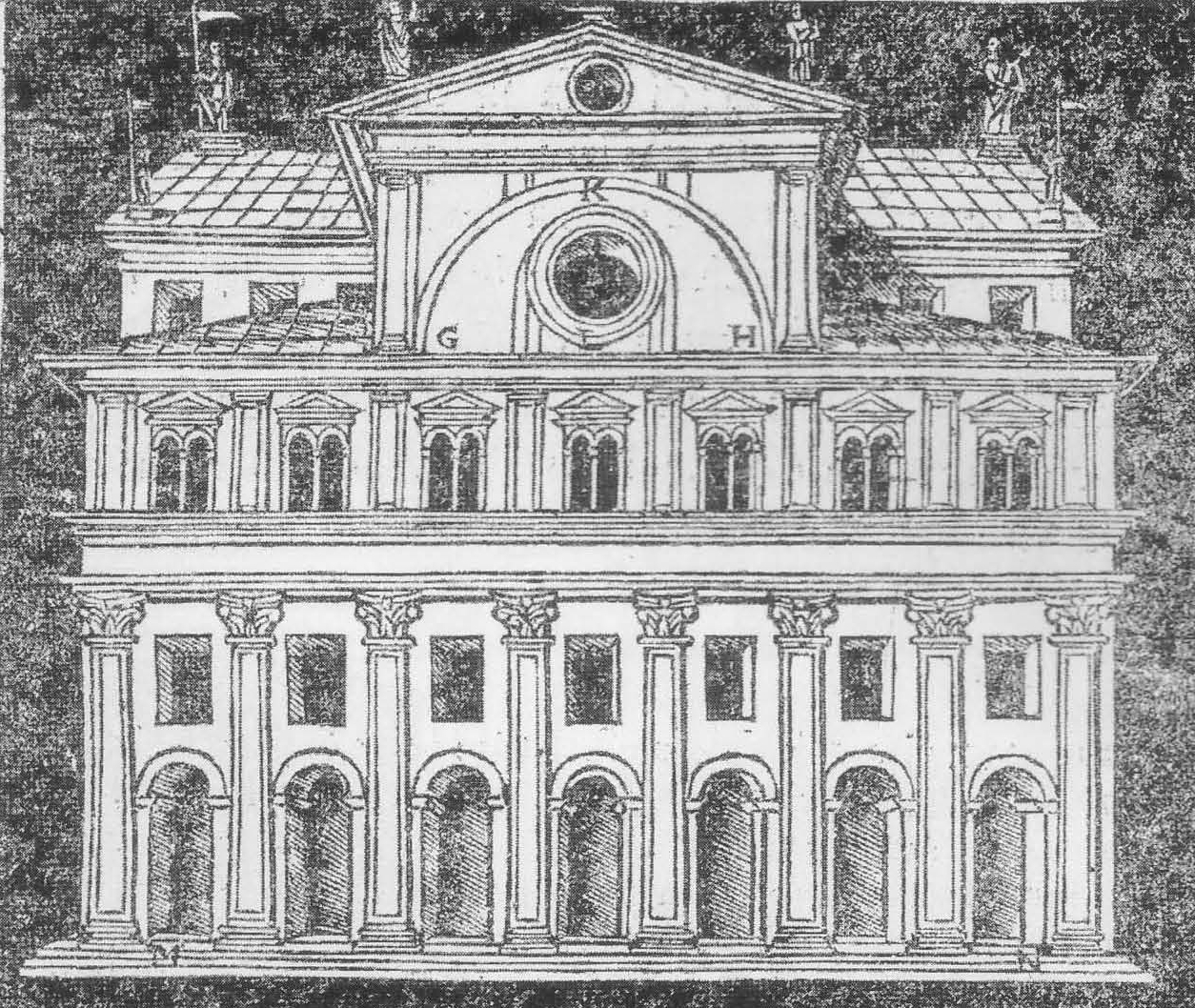
Parataktische Achsenreihung. Sieben Achsen mit Rundbogenportalen und Rechteckfenstern zwischen Kolossalsäulen und Biforienfenstern im zweiten Stock. Cesare Cesariano: Rekonstruktion der Basilika von Fano nach Vitruv, Aufriss.

## Malerei und Bildhauerei
Bei Gemälden, Zeichnungen, Grafiken und Reliefs werden gleichartige Elemente als parataktisch bezeichnet, wenn sie eine der beiden folgenden Anforderungen erfüllen:
- Die Elemente sind entlang einer gemeinsamen Grundlinie gleichmäßig nebeneinander angeordnet.[3]

Beispiele: Auf manchen ägyptischen Siegelamuletten stehen mehrere Figuren (Pharao und Götter) ohne erkennbare Interaktion in Reihe nebeneinander. In dem Stilleben mit Gefäßen von Francisco de Zurbarán werden vier Gefäße zusammenhanglos in einer Linie nebeneinander aufgereiht.
- Die Elemente sind auf einer Fläche beliebig verteilt, oft dicht beieinander, aber nicht miteinander verbunden.[4]

Beispiel: In Hieronymus Boschs Gemälde Der Garten der Lüste sind die szenischen Figurengruppen über die ganze Bildfläche verteilt. Die meisten Gruppen bilden eine Einheit für sich ohne Bezug zu anderen Gruppen.

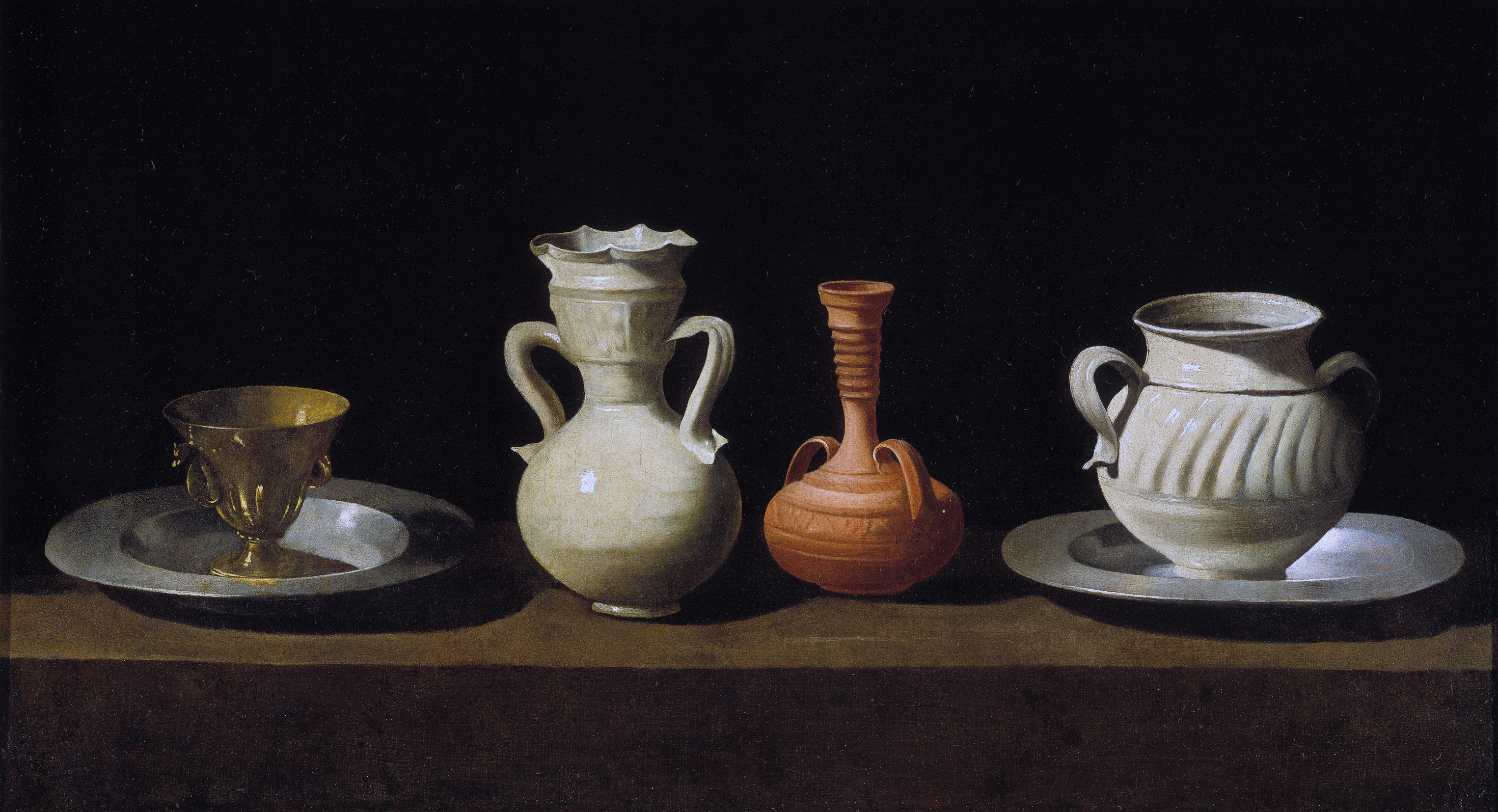
Parataktische Reihung von Gefäßen. Francisco de Zurbarán: Stilleben mit Gefäßen.
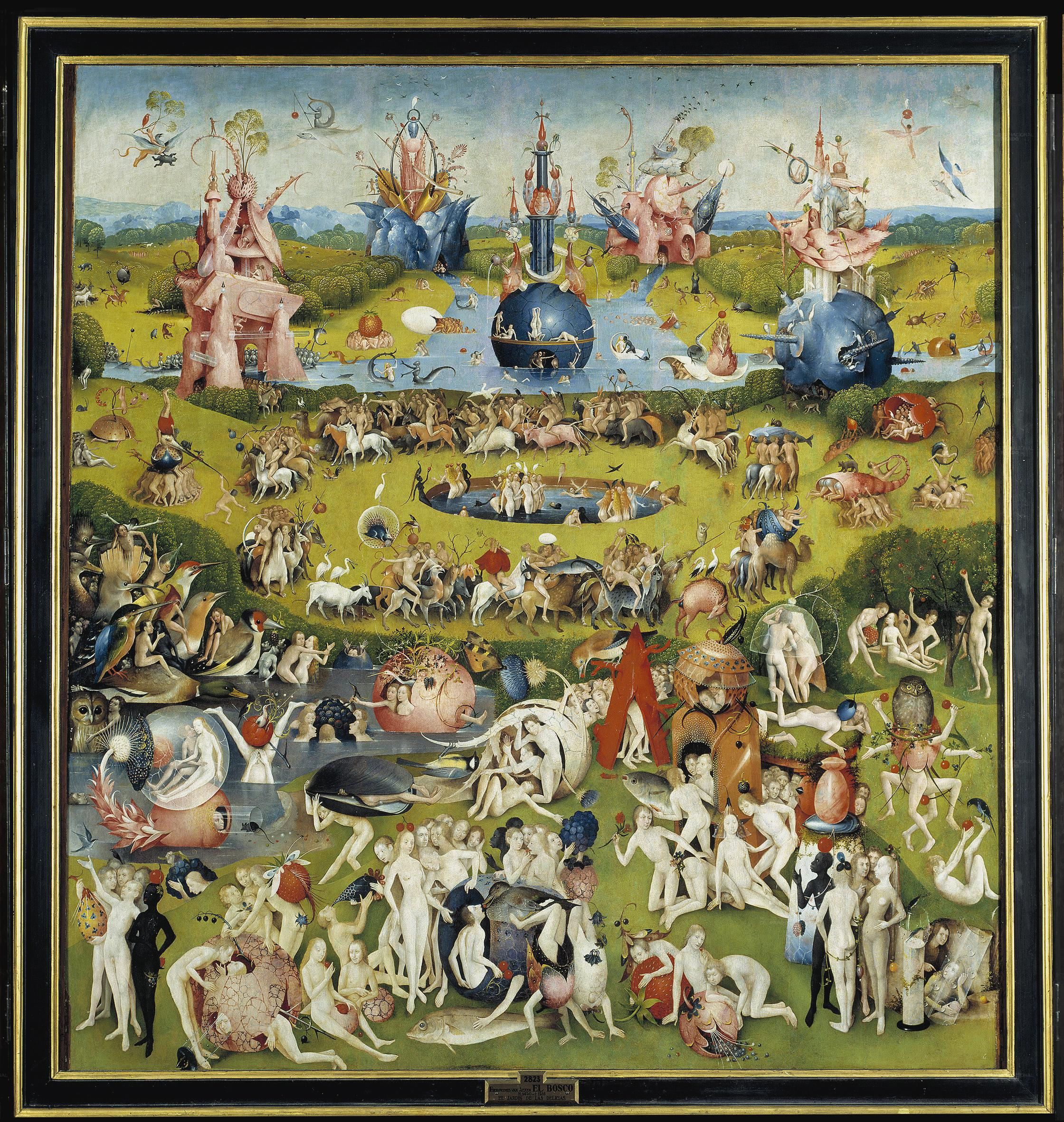
Parataktische Figurenanordnung auf einem Wimmelbild. Hieronymus Bosch: Der Garten der Lüste (Mitteltafel).
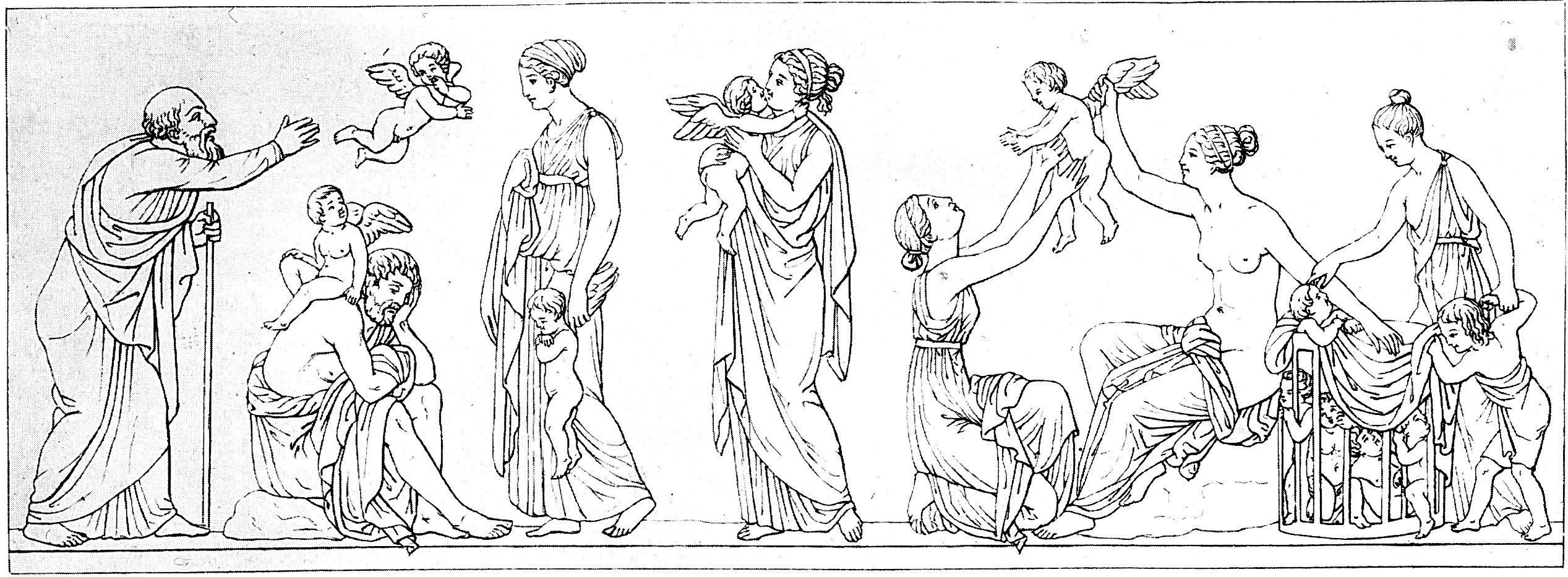
Parataktische Szenenfolge der lose aneinandergereihten „Liebesalter“. Bleistiftzeichnung von Leonardo Camia nach Bertel Thorvaldsens Flachrelief Allegorie der Lebensalter.

## Übersetzungen
Das Zeichen ' vor einer Silbe bedeutet, dass die Silbe betont wird.
| Sprache     | Wortformen    | Wortformen    |
| Deutsch     | die Para'taxe | para'taktisch |
| Englisch    | para'taxis    | para'tactic   |
| Französisch | la para'taxe  | paratac'tique |
| Italienisch | la para'tassi | para'tattico  |
| Spanisch    | la para'taxis | para'táctico  |

## Wortherkunft
Das Wort Parataxe leitet sich ab von altgriechisch παράταξις (parátaxis) „Aufstellung in Reih und Glied“ aus παρά (pará) „neben“ und τάξις (táxis) „Ordnung“. Der ursprünglich militärische Begriff bezeichnet im übertragenen Sinn die Anordnung gleichartiger Elemente neben- oder beieinander.